# Rae Armantrout
Rae Armantrout, née le 13 avril 1947 à Vallejo en Californie, est une poète et universitaire américaine, une des fondatrices du groupe L=A=N=G=U=A=G=E pour la Côte Ouest.

## Biographie
Rae Armantrout est né à Vallejo, Californie, le 13 avril 1947, et a grandi à San Diego. Elle est titulaire d'un Bachelor of Arts obtenu à l'Université de Californie à Berkeley, où elle a étudié avec Denise Levertov, et d'un Master of Arts en création littéraire soutenu à la San Francisco State University.
Elle a publié de nombreux recueils de poésie, New and Selected Poems, 2001-2015 (éd. Wesleyan University Press, 2016), Itself (Wesleyan University Press, 2015), Versed (Wesleyan University Press, 2009), qui a remporté le prix Pulitzer en 2010 et le National Book Critics Circle Award, Next Life (Wesleyan University Press, 2007), sélectionné par le New York Times comme l'un des livres les plus remarquables de 2007; Up to Speed (Wesleyan University Press, 2004).
Elle est professeur émérite d'écriture littéraire à l'Université de Californie, San Diego.
des interviews, des lectures, des conférences de Rae Armantrout sont accessibles sur le site PennSound.

## Publications (sélection)
- Partly: New and Selected Poems, 2001–2015, éd. Wesleyan University Press, 2016,
- Itself, éd. Wesleyan University Press, 2015,
- Just Saying, éd. Wesleyan University Press, 2013,
- Money Shot, éd. Wesleyan University Press, 2011,
- Versed, éd. Wesleyan University Press, 2009,
- Next Life, éd. Wesleyan University Press, 2007,
- Up to Speed, éd. Wesleyan University Press, 2004,
- Veil: New and Selected Poems, éd.Wesleyan University Press, 2001,
- The Pretext, éd.Green Integer, 2001,
- Made To Seem, éd.Sun & Moon Press, 1995,
- The Invention of Hunger, éd. Tuumba Press, 1979